# 에이헤이지정
에이헤이지정(일본어: 永平寺町)은 일본 후쿠이현 북부 요시다군의 정이다. 조동종(曹洞宗)의 대본산 에이헤이지(永平寺)의 몬젠마치로 알려져 있다. 

## 지리
가쓰야마 분지와 후쿠이평야 사이 동쪽에서 서쪽으로 흐르는 구즈류강을 따라서 위치하고 상류 측부터 순서대로 가미시히·에이헤이지·마쓰오카 지구로 이루어져 있다.

## 역사
구석기 시대와 조몬 시대의 유적 및 유물이 각지에 분포한다. 헤이안 시대 말기에는 대규모 장원이 놓여 있었다. 1244년에 도겐이 에이헤이지를 건립했다. 에도 시대에는 시장이 열려 가쓰야마 가도와 에이헤이지로의 참례길에 있는 역참 마을로 발전했다.
- 1954년 3월 31일 - 조호지촌, 시히다니촌, 시모시히촌이 합병해 시히촌이 성립하였다.
- 1962년 9월 1일 - 시히촌(志比村)이 정으로 승격, 개칭해 에이헤이지정이 되었다.
- 2006년 2월 13일 - 마쓰오카정, 에이헤이지정, 가미시히촌이 합병해 새로운 에이헤이지정이 되었다.

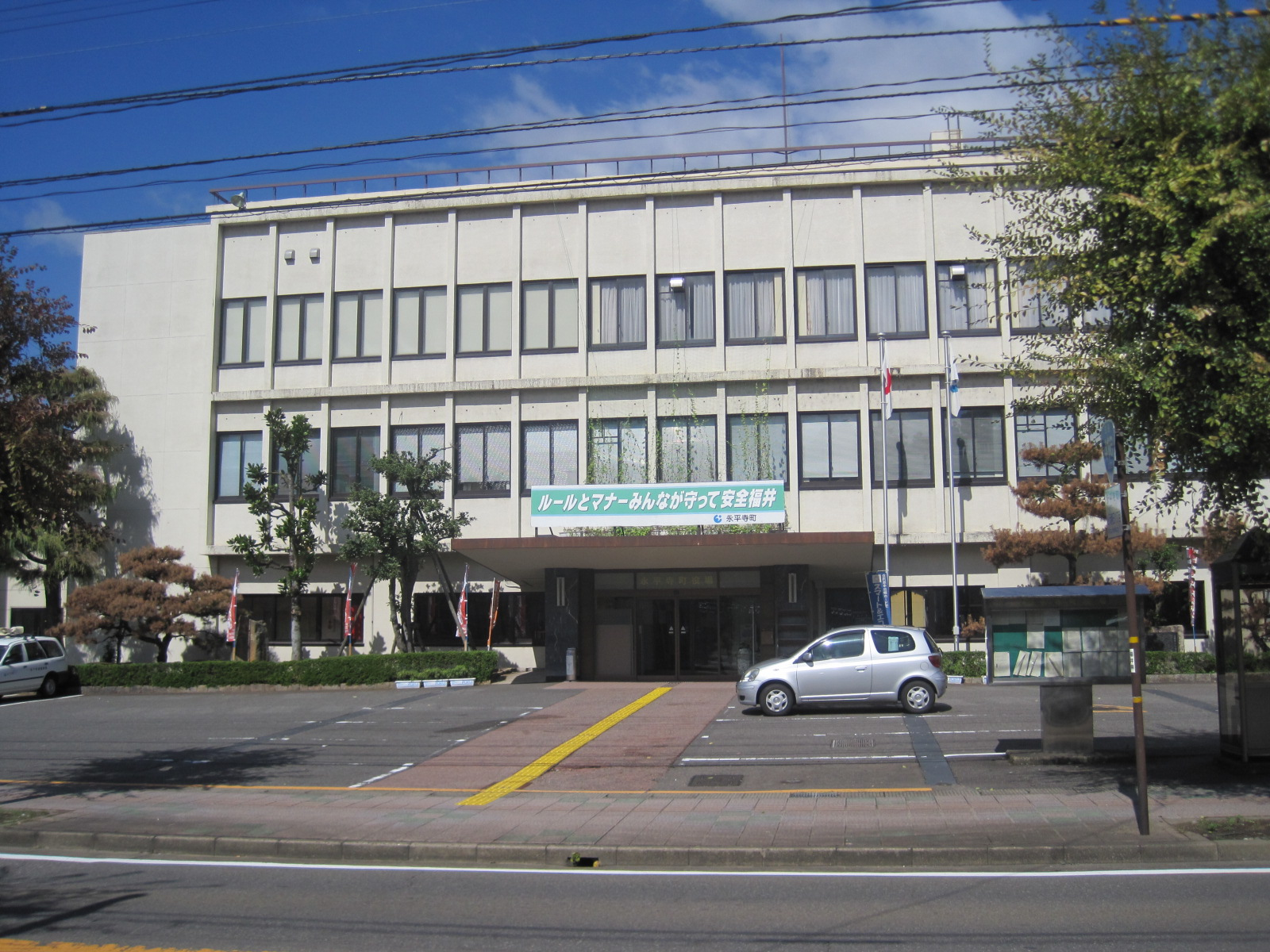
에이헤이지정 사무소

## 교통

### 철도
- 에치젠 철도 가쓰야마에이헤이지선

### 도로
- 주부 종관 자동차도
- 국도 364호선
- 국도 416호선